# The Addams Family (videogioco 1992 console 8 bit)
The Addams Family è un videogioco a piattaforme pubblicato nel 1992 dalla Ocean Software per Nintendo Entertainment System e nel 1993 dalla Flying Edge, divisione della Acclaim Entertainment, per Game Gear e Master System. Il titolo è ispirato al film La famiglia Addams.
Nello stesso periodo la Ocean pubblicò The Addams Family con licenza del film anche per altre piattaforme, ma con un design molto diverso.

## Trama
Partendo con un'introduzione animata che mostra casa Addams in una notte tempestosa, il gioco segue il cammino di Gomez Addams, intento a salvare sei membri della sua famiglia, che sono stati rapiti e nascosti nella sua magione, piena di trappole e creature ostili. Gli ambienti includono l'esterno, l'interno della villa e le catacombe.
Oltre a ritrovare i vari personaggi, in ordine non prestabilito, Gomez dovrà compiere azioni o trovare oggetti per loro, affinché possano aiutarlo; il gioco termina con il salvataggio di Morticia.

## Modalità di gioco
Il gioco è un platform bidimensionale a scorrimento orizzontale o in alcuni tratti verticale. Porte e passaggi consentono di passare tra ambienti diversi, affrontando un percorso non lineare.
C'è una componente di avventura, con alcuni enigmi da risolvere e oggetti da usare in determinate situazioni e luoghi, specialmente una volta arrivati all'interno della magione.
Gomez può saltare, abbassarsi e in rare occasioni arrampicarsi. Non ci sono armamenti, ma molti nemici si possono sconfiggere saltandoci sopra. Si hanno più vite e una barra dell'energia per ciascuna vita.
Gli oggetti ottenuti e i familiari liberati si possono visualizzare in una schermata di inventario.
In alcuni luoghi il giocatore deve anche nuotare sott'acqua o remare una barca. Una volta liberato Mano si ottengono tre invulnerabilità temporanee utilizzabili quando desiderato.

## Colonna sonora
Il tema della Famiglia Addams è presente durante gran parte dell'azione di gioco.